# Campeonato Sudamericano de Baloncesto Femenino de 2022
El Campeonato Sudamericano de Baloncesto Femenino de 2022 se disputó entre el 1 y el 6 de agosto en la provincia de San Luis (Argentina). El torneo otorgó cuatro cupos para la AmeriCup femenina FIBA de 2023.
El campeón resultó ser Brasil, derrotando en la final por un punto al defensor del título, la Argentina.

## Sistema de competición
Las ocho selecciones participantes se dividieron en dos grupos (A y B). Los mejores dos equipos de cada grupo clasificaron a una semifinal donde el primer lugar del Grupo A jugó contra el segundo clasificado del Grupo B y viceversa. Los ganadores de la semifinal avanzaron a la Final. Aquellos que finalizaron en tercera y cuarta posición en fase de grupos, continuaron jugando por los puestos 5.º al 8.º. El Grupo A disputó sus partidos en la Arena La Pedrera de Villa Mercedes, mientras que los integrantes del Grupo B lo hicieron en el Estadio Ave Fénix de la ciudad de San Luis.
| Grupo A   | Grupo B  |
| --------- | -------- |
| Venezuela | Brasil   |
| Ecuador   | Chile    |
| Paraguay  | Uruguay  |
| Argentina | Colombia |

## Fase preliminar

### Grupo A
|   | Equipo    | Pts | J | G | P | PF  | PC  | Dif  |
| - | --------- | --- | - | - | - | --- | --- | ---- |
| 1 | Argentina | 6   | 3 | 3 | 0 | 235 | 122 | +113 |
| 2 | Venezuela | 5   | 3 | 2 | 1 | 199 | 187 | +12  |
| 3 | Paraguay  | 4   | 3 | 1 | 2 | 163 | 220 | -57  |
| 4 | Ecuador   | 3   | 3 | 0 | 3 | 132 | 200 | -68  |

| 1 de agosto, 16:30                    | Ecuador                               | 52-57                                 | Paraguay |  |
| Reporte                               |                                       |                                       | |  |
| Parciales: 15–15, 11–18, 10–10, 16–14 | Parciales: 15–15, 11–18, 10–10, 16–14 | Parciales: 15–15, 11–18, 10–10, 16–14 | Arena La Pedrera, Villa Mercedes (San Luis) Árbitro(s): Ramiro Inchauspe (BRA), Aline García (URU), Larissa Rodrigues (BRA) |  |
| Quiñónez 18                           | Pts                                   | Paola Ferrari 22                      | Arena La Pedrera, Villa Mercedes (San Luis) Árbitro(s): Ramiro Inchauspe (BRA), Aline García (URU), Larissa Rodrigues (BRA) |  |
| Morán 6                               | Rebs                                  | Caraves 14                            | Arena La Pedrera, Villa Mercedes (San Luis) Árbitro(s): Ramiro Inchauspe (BRA), Aline García (URU), Larissa Rodrigues (BRA) |  |
| Calderón 3                            | Asists                                | Ferrari 4                             | Arena La Pedrera, Villa Mercedes (San Luis) Árbitro(s): Ramiro Inchauspe (BRA), Aline García (URU), Larissa Rodrigues (BRA) |  |

| 1 de agosto, 20:30                   | Venezuela                            | 44-79                                | Argentina |  |
| Reporte                              |                                      |                                      | |  |
| Parciales: 14–22, 7–17, 13–23, 10–17 | Parciales: 14–22, 7–17, 13–23, 10–17 | Parciales: 14–22, 7–17, 13–23, 10–17 | Arena La Pedrera, Villa Mercedes, Árbitro(s): Felipe Ibarra (CHI), Carol García (COL), Gastón Rodríguez (URU) |  |
| Durán 9                              | Pts                                  | Delabarba 17                         | Arena La Pedrera, Villa Mercedes, Árbitro(s): Felipe Ibarra (CHI), Carol García (COL), Gastón Rodríguez (URU) |  |
| Chile 6                              | Rebs                                 | Gentinetta 8                         | Arena La Pedrera, Villa Mercedes, Árbitro(s): Felipe Ibarra (CHI), Carol García (COL), Gastón Rodríguez (URU) |  |
| Durán, Fajardo 2                     | Asists                               | Gretter 5                            | Arena La Pedrera, Villa Mercedes, Árbitro(s): Felipe Ibarra (CHI), Carol García (COL), Gastón Rodríguez (URU) |  |

| 2 de agosto, 16:30                   | Paraguay                             | 65-76                                | Venezuela |  |
| Reporte                              |                                      |                                      | |  |
| Parciales: 8–18, 19–22, 24–17, 14–19 | Parciales: 8–18, 19–22, 24–17, 14–19 | Parciales: 8–18, 19–22, 24–17, 14–19 | Arena La Pedrera, Villa Mercedes, Árbitro(s): Felipe Ibarra (CHI), Gastón Rodríguez (URU), Larissa Rodrigues (BRA) |  |
| Ferrari 17                           | Pts                                  | Wallen 18                            | Arena La Pedrera, Villa Mercedes, Árbitro(s): Felipe Ibarra (CHI), Gastón Rodríguez (URU), Larissa Rodrigues (BRA) |  |
| Mercado, Peralta 6                   | Rebs                                 | Fajardo 12                           | Arena La Pedrera, Villa Mercedes, Árbitro(s): Felipe Ibarra (CHI), Gastón Rodríguez (URU), Larissa Rodrigues (BRA) |  |
| Peralta 4                            | Asists                               | Wallen 5                             | Arena La Pedrera, Villa Mercedes, Árbitro(s): Felipe Ibarra (CHI), Gastón Rodríguez (URU), Larissa Rodrigues (BRA) |  |

| 2 de agosto, 20:30                  | Argentina                           | 64 -37                              | Ecuador |  |
| Reporte                             |                                     |                                     | |  |
| Parciales: 17–13, 12–5, 22–9, 13–10 | Parciales: 17–13, 12–5, 22–9, 13–10 | Parciales: 17–13, 12–5, 22–9, 13–10 | Arena La Pedrera, Villa Mercedes, Árbitro(s): Ramiro Inchauspe (BRA), Aline García (URU), Carol García (COL) |  |
| Delabarba 10                        | Pts                                 | A. Mora 8                           | Arena La Pedrera, Villa Mercedes, Árbitro(s): Ramiro Inchauspe (BRA), Aline García (URU), Carol García (COL) |  |
| Cabrera 7                           | Rebs                                | Garrido 7                           | Arena La Pedrera, Villa Mercedes, Árbitro(s): Ramiro Inchauspe (BRA), Aline García (URU), Carol García (COL) |  |
| Gretter 6                           | Asists                              | Barreno, M. Mora 1                  | Arena La Pedrera, Villa Mercedes, Árbitro(s): Ramiro Inchauspe (BRA), Aline García (URU), Carol García (COL) |  |

| 3 de agosto, 16:30                   | Venezuela                            | 79-43                                | Ecuador |  |
| Reporte                              |                                      |                                      | |  |
| Parciales: 22–15, 24–12, 10–14, 23–2 | Parciales: 22–15, 24–12, 10–14, 23–2 | Parciales: 22–15, 24–12, 10–14, 23–2 | Arena La Pedrera, Villa Mercedes, Árbitro(s): Aline García (URU), Ramiro Inchauspe (BRA), Gastón Rodríguez (URU) |  |
| Fajardo 22                           | Pts                                  | Calderón 12                          | Arena La Pedrera, Villa Mercedes, Árbitro(s): Aline García (URU), Ramiro Inchauspe (BRA), Gastón Rodríguez (URU) |  |
| Márquez 12                           | Rebs                                 | Salcedo 7                            | Arena La Pedrera, Villa Mercedes, Árbitro(s): Aline García (URU), Ramiro Inchauspe (BRA), Gastón Rodríguez (URU) |  |
| Pérez, Wallen 4                      | Asists                               | Lasso 3                              | Arena La Pedrera, Villa Mercedes, Árbitro(s): Aline García (URU), Ramiro Inchauspe (BRA), Gastón Rodríguez (URU) |  |

| 3 de agosto, 20:30                  | Paraguay                            | 41-92                               | Argentina |  |
| Reporte                             |                                     |                                     | |  |
| Parciales: 8–14, 13–27, 6–24, 14–27 | Parciales: 8–14, 13–27, 6–24, 14–27 | Parciales: 8–14, 13–27, 6–24, 14–27 | Arena La Pedrera, Villa Mercedes, Árbitro(s): Felipe Ibarra (CHI), Carol García (COL), Larissa Rodrigues (BRA) |  |
| Peralta 9                           | Pts                                 | Delabarba 15                        | Arena La Pedrera, Villa Mercedes, Árbitro(s): Felipe Ibarra (CHI), Carol García (COL), Larissa Rodrigues (BRA) |  |
| Quevedo 5                           | Rebs                                | Gentinetta, Mungo 7                 | Arena La Pedrera, Villa Mercedes, Árbitro(s): Felipe Ibarra (CHI), Carol García (COL), Larissa Rodrigues (BRA) |  |
| Peralta 3                           | Asists                              | Gretter 9                           | Arena La Pedrera, Villa Mercedes, Árbitro(s): Felipe Ibarra (CHI), Carol García (COL), Larissa Rodrigues (BRA) |  |

### Grupo B
|   | Equipo   | Pts | J | G | P | PF  | PC  | Dif  |
| - | -------- | --- | - | - | - | --- | --- | ---- |
| 1 | Brasil   | 6   | 3 | 3 | 0 | 278 | 129 | +149 |
| 2 | Colombia | 5   | 3 | 2 | 1 | 192 | 168 | +24  |
| 3 | Chile    | 4   | 3 | 1 | 2 | 137 | 219 | -82  |
| 4 | Uruguay  | 3   | 3 | 0 | 3 | 139 | 230 | -91  |

| 1 de agosto, 14:30                  | Chile                               | 55-43                               | Uruguay |  |
| Reporte                             |                                     |                                     | |  |
| Parciales: 9–13, 13–6, 11–13, 22–11 | Parciales: 9–13, 13–6, 11–13, 22–11 | Parciales: 9–13, 13–6, 11–13, 22–11 | Estadio Ave Fénix, San Luis, Árbitro(s): Nicolás Flores (PAR), Romina Morales (ARG), Jassmany Choque (BOL) |  |
| Ovalle 16                           | Pts                                 | Niski 11                            | Estadio Ave Fénix, San Luis, Árbitro(s): Nicolás Flores (PAR), Romina Morales (ARG), Jassmany Choque (BOL) |  |
| Cárdenas 13                         | Rebs                                | Somma 18                            | Estadio Ave Fénix, San Luis, Árbitro(s): Nicolás Flores (PAR), Romina Morales (ARG), Jassmany Choque (BOL) |  |
| tres jugadoras 2                    | Asists                              | Niski, Somma 3                      | Estadio Ave Fénix, San Luis, Árbitro(s): Nicolás Flores (PAR), Romina Morales (ARG), Jassmany Choque (BOL) |  |

| 1 de agosto, 18:30                   | Brasil                               | 74-45                                | Colombia |  |
| Reporte                              |                                      |                                      | |  |
| Parciales: 20–14, 20–7, 20–12, 14–12 | Parciales: 20–14, 20–7, 20–12, 14–12 | Parciales: 20–14, 20–7, 20–12, 14–12 | Estadio Ave Fénix, San Luis, Árbitro(s): Daniel García (VEN), Erick Endara (ECU), Franco Anselmo Krivokapich (ARG) |  |
| Zabani 12                            | Pts                                  | Caicedo, Martínez 8                  | Estadio Ave Fénix, San Luis, Árbitro(s): Daniel García (VEN), Erick Endara (ECU), Franco Anselmo Krivokapich (ARG) |  |
| K. Soares 12                         | Rebs                                 | Vente 6                              | Estadio Ave Fénix, San Luis, Árbitro(s): Daniel García (VEN), Erick Endara (ECU), Franco Anselmo Krivokapich (ARG) |  |
| Costa, Gonçalo 5                     | Asists                               | Ríos 5                               | Estadio Ave Fénix, San Luis, Árbitro(s): Daniel García (VEN), Erick Endara (ECU), Franco Anselmo Krivokapich (ARG) |  |

| 2 de agosto, 14:30                  | Colombia                            | 76-45                               | Chile |  |
| Reporte                             |                                     |                                     | |  |
| Parciales: 25–17, 17–13, 15–9, 19–6 | Parciales: 25–17, 17–13, 15–9, 19–6 | Parciales: 25–17, 17–13, 15–9, 19–6 | Estadio Ave Fénix, San Luis, Árbitro(s): Erick Endara (ECU), Romina Morales (ARG), Franco Anselmo Krivokapich (ARG) |  |
| Martínez 17                         | Pts                                 | Ovalle 19                           | Estadio Ave Fénix, San Luis, Árbitro(s): Erick Endara (ECU), Romina Morales (ARG), Franco Anselmo Krivokapich (ARG) |  |
| Martínez 11                         | Rebs                                | Ovalle 8                            | Estadio Ave Fénix, San Luis, Árbitro(s): Erick Endara (ECU), Romina Morales (ARG), Franco Anselmo Krivokapich (ARG) |  |
| Ríos 5                              | Asists                              | Novión 4                            | Estadio Ave Fénix, San Luis, Árbitro(s): Erick Endara (ECU), Romina Morales (ARG), Franco Anselmo Krivokapich (ARG) |  |

| 2 de agosto, 18:30                   | Uruguay                              | 47-104                               | Brasil |  |
| Reporte                              |                                      |                                      | |  |
| Parciales: 14–32, 5–22, 13–26, 15–24 | Parciales: 14–32, 5–22, 13–26, 15–24 | Parciales: 14–32, 5–22, 13–26, 15–24 | Estadio Ave Fénix, San Luis, Árbitro(s): Daniel García (VEN), Nicolás Flores (PAR), Jassmany Choque (BOL) |  |
| Niski 10                             | Pts                                  | K. Soares 18                         | Estadio Ave Fénix, San Luis, Árbitro(s): Daniel García (VEN), Nicolás Flores (PAR), Jassmany Choque (BOL) |  |
| Somma 6                              | Rebs                                 | K. Soares 9                          | Estadio Ave Fénix, San Luis, Árbitro(s): Daniel García (VEN), Nicolás Flores (PAR), Jassmany Choque (BOL) |  |
| Kirschenbaum, Talasimov 3            | Asists                               | Costa 5                              | Estadio Ave Fénix, San Luis, Árbitro(s): Daniel García (VEN), Nicolás Flores (PAR), Jassmany Choque (BOL) |  |

| 3 de agosto, 14:30                   | Uruguay                              | 49-71                                | Colombia |  |
| Reporte                              |                                      |                                      | |  |
| Parciales: 18–16, 13–17, 5–12, 13–26 | Parciales: 18–16, 13–17, 5–12, 13–26 | Parciales: 18–16, 13–17, 5–12, 13–26 | Estadio Ave Fénix, San Luis, Árbitro(s): Daniel García (VEN), Franco Anselmo Krivokapich (ARG), Jassmany Choque (BOL) |  |
| Dolinsky, Kirschenbaum 11            | Pts                                  | Ríos 15                              | Estadio Ave Fénix, San Luis, Árbitro(s): Daniel García (VEN), Franco Anselmo Krivokapich (ARG), Jassmany Choque (BOL) |  |
| tres jugadoras 6                     | Rebs                                 | Paz 10                               | Estadio Ave Fénix, San Luis, Árbitro(s): Daniel García (VEN), Franco Anselmo Krivokapich (ARG), Jassmany Choque (BOL) |  |
| Somma 5                              | Asists                               | Ríos 6                               | Estadio Ave Fénix, San Luis, Árbitro(s): Daniel García (VEN), Franco Anselmo Krivokapich (ARG), Jassmany Choque (BOL) |  |

| 3 de agosto, 18:30                  | Brasil                              | 100-37                              | Chile                                                                                                   |  |
| Reporte                             |                                     |                                     | |  |
| Parciales: 23–4, 32–14, 25–9, 20–10 | Parciales: 23–4, 32–14, 25–9, 20–10 | Parciales: 23–4, 32–14, 25–9, 20–10 | Estadio Ave Fénix, San Luis, Árbitro(s): Nicolás Flores (PAR), Erick Endara (ECU), Romina Morales (ARG) |  |
| Teixeira 18                         | Pts                                 | Ovalle 11                           | Estadio Ave Fénix, San Luis, Árbitro(s): Nicolás Flores (PAR), Erick Endara (ECU), Romina Morales (ARG) |  |
| K. Soares 13                        | Rebs                                | Cárdenas 8                          | Estadio Ave Fénix, San Luis, Árbitro(s): Nicolás Flores (PAR), Erick Endara (ECU), Romina Morales (ARG) |  |
| Gonçalo, Paixão 4                   | Asists                              | Novión 5                            | Estadio Ave Fénix, San Luis, Árbitro(s): Nicolás Flores (PAR), Erick Endara (ECU), Romina Morales (ARG) |  |

## Fase final

### Clasificación del 5.º al 8.º puesto
|  | Semifinales del 5.º al 8.º | Semifinales del 5.º al 8.º | Semifinales del 5.º al 8.º |       |          | 5.º y 6.º puesto | 5.º y 6.º puesto | 5.º y 6.º puesto |  |
|  |                            |                            |                            |       |          |                  |                  |                  |  |
|  |                            |                            |                            |       |          |                  |                  |                  |  |
|  | Paraguay                   | Paraguay                   | 62                         |       |          |                  |                  |                  |  |
|  | Paraguay                   | Paraguay                   | 62                         |       |          |                  |                  |                  |  |
|  | Uruguay                    | Uruguay                    | 59                         |       |          |                  |                  |                  |  |
|  | Uruguay                    | Uruguay                    | 59                         |       | Paraguay | Paraguay         | 62               |                  |  |
|  |                            |                            |                            |       | Paraguay | Paraguay         | 62               |                  |  |
|  |                            |                            | Chile                      | Chile | 54       |                  |                  |                  |  |
|  | Chile                      | Chile                      | Chile                      | Chile | 54       | 61               |                  |                  |  |
|  | Chile                      | Chile                      |                            |       |          | 61               |                  |                  |  |
|  | Ecuador                    | Ecuador                    | 51                         |       |          | 7.º y 8.º puesto | 7.º y 8.º puesto | 7.º y 8.º puesto |  |
|  | Ecuador                    | Ecuador                    | 51                         |       |          | 7.º y 8.º puesto | 7.º y 8.º puesto | 7.º y 8.º puesto |  |
|  |                            |                            |                            |       |          |                  |                  |                  |  |
|  |                            |                            |                            |       |          | Uruguay          | Uruguay          | 61               |  |
|  |                            |                            |                            |       |          | Uruguay          | Uruguay          | 61               |  |
|  |                            |                            |                            |       |          | Ecuador          | Ecuador          | 52               |  |
|  |                            |                            |                            |       |          | Ecuador          | Ecuador          | 52               |  |
|  |                            |                            |                            |       |          |                  |                  |                  |  |

#### Semifinales del 5.º al 8.º puesto
| 5 de agosto, 14:00                   | Paraguay -                           | 62-59                                | Uruguay |  |
| Reporte                              |                                      |                                      | |  |
| Parciales: 19–22, 18–19, 14–7, 11–11 | Parciales: 19–22, 18–19, 14–7, 11–11 | Parciales: 19–22, 18–19, 14–7, 11–11 | Estadio Ave Fénix, San Luis, Árbitro(s): Daniel García (VEN), Romina Morales (ARG), Larissa Rodrigues (BRA) |  |
| Ferrari 14                           | Pts                                  | Somma 13                             | Estadio Ave Fénix, San Luis, Árbitro(s): Daniel García (VEN), Romina Morales (ARG), Larissa Rodrigues (BRA) |  |
| Peralta 8                            | Rebs                                 | Somma 14                             | Estadio Ave Fénix, San Luis, Árbitro(s): Daniel García (VEN), Romina Morales (ARG), Larissa Rodrigues (BRA) |  |
| Mercado 7                            | Asists                               | Niski 4                              | Estadio Ave Fénix, San Luis, Árbitro(s): Daniel García (VEN), Romina Morales (ARG), Larissa Rodrigues (BRA) |  |

| 5 de agosto, 16:30                  | Chile                               | 61-51                               | Ecuador |  |
| Reporte                             |                                     |                                     | |  |
| Parciales: 14–20, 24–4, 8–11, 15–16 | Parciales: 14–20, 24–4, 8–11, 15–16 | Parciales: 14–20, 24–4, 8–11, 15–16 | Estadio Ave Fénix, San Luis, Árbitro(s): Ramiro Inchauspe (BRA), Franco Anselmo Krivokapich (ARG), Carol García (COL) |  |
| Ahumada 15                          | Pts                                 | Salcedo 12                          | Estadio Ave Fénix, San Luis, Árbitro(s): Ramiro Inchauspe (BRA), Franco Anselmo Krivokapich (ARG), Carol García (COL) |  |
| Novión 9                            | Rebs                                | M. Mora 11                          | Estadio Ave Fénix, San Luis, Árbitro(s): Ramiro Inchauspe (BRA), Franco Anselmo Krivokapich (ARG), Carol García (COL) |  |
| Novión, Retamales 5                 | Asists                              | Guayaquil 6                         | Estadio Ave Fénix, San Luis, Árbitro(s): Ramiro Inchauspe (BRA), Franco Anselmo Krivokapich (ARG), Carol García (COL) |  |

#### Partido por el 7.º puesto
| 6 de agosto, 14:00                   | Uruguay                              | 61-52                                | Ecuador |  |
| Reporte                              |                                      |                                      | |  |
| Parciales: 17–9, 10–13, 19–13, 15–17 | Parciales: 17–9, 10–13, 19–13, 15–17 | Parciales: 17–9, 10–13, 19–13, 15–17 | Estadio Ave Fénix, San Luis, Árbitro(s): Carol García (COL), Franco Anselmo Krivokapich (ARG), Jassmany Choque (BOL) |  |
| Dolinsky 14                          | Pts                                  | tres jugadoras 9                     | Estadio Ave Fénix, San Luis, Árbitro(s): Carol García (COL), Franco Anselmo Krivokapich (ARG), Jassmany Choque (BOL) |  |
| Somma 15                             | Rebs                                 | Morán 10                             | Estadio Ave Fénix, San Luis, Árbitro(s): Carol García (COL), Franco Anselmo Krivokapich (ARG), Jassmany Choque (BOL) |  |
| Niski 9                              | Asists                               | Guayaquil, A. Mora 4                 | Estadio Ave Fénix, San Luis, Árbitro(s): Carol García (COL), Franco Anselmo Krivokapich (ARG), Jassmany Choque (BOL) |  |

#### Partido por el 5.º puesto
| 6 de agosto, 16:30                    | Paraguay                              | 62-54                                 | Chile |  |
| Reporte                               |                                       |                                       | |  |
| Parciales: 10–16, 14–11, 23–12, 15–15 | Parciales: 10–16, 14–11, 23–12, 15–15 | Parciales: 10–16, 14–11, 23–12, 15–15 | Estadio Ave Fénix, San Luis, Árbitro(s): Ramiro Inchauspe (BRA), Aline García (URU), Gastón Rodríguez (URU) |  |
| Mercado 22                            | Pts                                   | Retamales 17                          | Estadio Ave Fénix, San Luis, Árbitro(s): Ramiro Inchauspe (BRA), Aline García (URU), Gastón Rodríguez (URU) |  |
| Peralta 11                            | Rebs                                  | Novión 11                             | Estadio Ave Fénix, San Luis, Árbitro(s): Ramiro Inchauspe (BRA), Aline García (URU), Gastón Rodríguez (URU) |  |
| Ferrari 7                             | Asists                                | Novión 7                              | Estadio Ave Fénix, San Luis, Árbitro(s): Ramiro Inchauspe (BRA), Aline García (URU), Gastón Rodríguez (URU) |  |

### Clasificación del 1.º al 4.º puesto
|  | Semifinales | Semifinales | Semifinales |        |           | Final            | Final            | Final            |  |
|  |             |             |             |        |           |                  |                  |                  |  |
|  |             |             |             |        |           |                  |                  |                  |  |
|  | Argentina   | Argentina   | 71          |        |           |                  |                  |                  |  |
|  | Argentina   | Argentina   | 71          |        |           |                  |                  |                  |  |
|  | Colombia    | Colombia    | 60          |        |           |                  |                  |                  |  |
|  | Colombia    | Colombia    | 60          |        | Argentina | Argentina        | 68               |                  |  |
|  |             |             |             |        | Argentina | Argentina        | 68               |                  |  |
|  |             |             | Brasil      | Brasil | 69        |                  |                  |                  |  |
|  | Brasil      | Brasil      | Brasil      | Brasil | 69        | 105              |                  |                  |  |
|  | Brasil      | Brasil      |             |        |           | 105              |                  |                  |  |
|  | Venezuela   | Venezuela   | 54          |        |           | 3.º y 4.º puesto | 3.º y 4.º puesto | 3.º y 4.º puesto |  |
|  | Venezuela   | Venezuela   | 54          |        |           | 3.º y 4.º puesto | 3.º y 4.º puesto | 3.º y 4.º puesto |  |
|  |             |             |             |        |           |                  |                  |                  |  |
|  |             |             |             |        |           | Colombia         | Colombia         | 67               |  |
|  |             |             |             |        |           | Colombia         | Colombia         | 67               |  |
|  |             |             |             |        |           | Venezuela        | Venezuela        | 63               |  |
|  |             |             |             |        |           | Venezuela        | Venezuela        | 63               |  |
|  |             |             |             |        |           |                  |                  |                  |  |

#### Semifinales
| 5 de agosto, 18:30                    | Brasil                                | 105-54                                | Venezuela |  |
| Reporte                               |                                       |                                       | |  |
| Parciales: 26–13, 26–11, 26–13, 27–17 | Parciales: 26–13, 26–11, 26–13, 27–17 | Parciales: 26–13, 26–11, 26–13, 27–17 | Arena La Pedrera, Villa Mercedes, Árbitro(s): Felipe Ibarra (CHI), Erick Endara (ECU), Gastón Rodríguez (URU) |  |
| Gonçalves 21                          | Pts                                   | Durán 10                              | Arena La Pedrera, Villa Mercedes, Árbitro(s): Felipe Ibarra (CHI), Erick Endara (ECU), Gastón Rodríguez (URU) |  |
| Gonçalves 9                           | Rebs                                  | Chile 7                               | Arena La Pedrera, Villa Mercedes, Árbitro(s): Felipe Ibarra (CHI), Erick Endara (ECU), Gastón Rodríguez (URU) |  |
| Gonçalo 6                             | Asists                                | Márquez 4                             | Arena La Pedrera, Villa Mercedes, Árbitro(s): Felipe Ibarra (CHI), Erick Endara (ECU), Gastón Rodríguez (URU) |  |

| 5 de agosto, 21:00                    | Argentina                             | 71-60                                 | Colombia |  |
| Reporte                               |                                       |                                       | |  |
| Parciales: 14–16, 16–16, 27–16, 14–12 | Parciales: 14–16, 16–16, 27–16, 14–12 | Parciales: 14–16, 16–16, 27–16, 14–12 | Arena La Pedrera, Villa Mercedes, Árbitro(s): Nicolás Flores (PAR), Aline García (URU), Jassmany Choque (BOL) |  |
| Delabarba 23                          | Pts                                   | tres jugadoras 12                     | Arena La Pedrera, Villa Mercedes, Árbitro(s): Nicolás Flores (PAR), Aline García (URU), Jassmany Choque (BOL) |  |
| Cabrera, Llorente 8                   | Rebs                                  | Ríos 8                                | Arena La Pedrera, Villa Mercedes, Árbitro(s): Nicolás Flores (PAR), Aline García (URU), Jassmany Choque (BOL) |  |
| Gretter 11                            | Asists                                | Ríos 5                                | Arena La Pedrera, Villa Mercedes, Árbitro(s): Nicolás Flores (PAR), Aline García (URU), Jassmany Choque (BOL) |  |

#### Partido por el 3.º puesto
| 6 de agosto, 18:30                    | Colombia                              | 67-63                                 | Venezuela |  |
| Reporte                               |                                       |                                       | |  |
| Parciales: 21–12, 11–16, 15–12, 10–17 | Parciales: 21–12, 11–16, 15–12, 10–17 | Parciales: 21–12, 11–16, 15–12, 10–17 | Arena La Pedrera, Villa Mercedes, Árbitro(s): Nicolás Flores (PAR), Larissa Rodrigues (BRA), Romina Morales (ARG) |  |
| Ríos 21                               | Pts                                   | Wallen 19                             | Arena La Pedrera, Villa Mercedes, Árbitro(s): Nicolás Flores (PAR), Larissa Rodrigues (BRA), Romina Morales (ARG) |  |
| Paz 8                                 | Rebs                                  | Pérez 14                              | Arena La Pedrera, Villa Mercedes, Árbitro(s): Nicolás Flores (PAR), Larissa Rodrigues (BRA), Romina Morales (ARG) |  |
| Muñoz 4                               | Asists                                | Durán, Pérez 5                        | Arena La Pedrera, Villa Mercedes, Árbitro(s): Nicolás Flores (PAR), Larissa Rodrigues (BRA), Romina Morales (ARG) |  |

#### Final
| 6 de agosto, 21:00                   | Argentina                            | 68-69                                | Brasil |  |
| Reporte                              |                                      |                                      | |  |
| Parciales: 20–15, 11–8, 16–23, 21–23 | Parciales: 20–15, 11–8, 16–23, 21–23 | Parciales: 20–15, 11–8, 16–23, 21–23 | Arena La Pedrera, Villa Mercedes, Árbitro(s): Felipe Ibarra (CHI), Daniel García (VEN), Erick Endara (ECU) |  |
| tres jugadoras 12                    | Pts                                  | Paixão 17                            | Arena La Pedrera, Villa Mercedes, Árbitro(s): Felipe Ibarra (CHI), Daniel García (VEN), Erick Endara (ECU) |  |
| Gretter 14                           | Rebs                                 | K. Soares 16                         | Arena La Pedrera, Villa Mercedes, Árbitro(s): Felipe Ibarra (CHI), Daniel García (VEN), Erick Endara (ECU) |  |
| Gretter 8                            | Asists                               | Paixão 4                             | Arena La Pedrera, Villa Mercedes, Árbitro(s): Felipe Ibarra (CHI), Daniel García (VEN), Erick Endara (ECU) |  |

|                |
| Argentina      |
| Campeón Brasil |
| 27.º título    |

## Tabla general
|                   | Equipo    | J | Gl | P |
| ----------------- | --------- | - | -- | - |
| Medalla de oro    | Brasil    | 5 | 5  | 0 |
| Medalla de plata  | Argentina | 5 | 4  | 1 |
| Medalla de bronce | Colombia  | 5 | 3  | 2 |
| 4                 | Venezuela | 5 | 2  | 3 |
| 5                 | Paraguay  | 5 | 3  | 2 |
| 6                 | Chile     | 5 | 2  | 3 |
| 7                 | Uruguay   | 5 | 1  | 4 |
| 8                 | Ecuador   | 5 | 0  | 5 |

|  | Clasificados a la AmeriCup femenina FIBA de 2023 |

## Equipo ideal
Finalizada la competencia la organización definió el siguiente equipo ideal del torneo:
- Kamilla Cardoso (MVP)
- Manuela Ríos
- Luciana Delabarba (máxima anotadora del torneo con 15,4 puntos por partido)
- Daniela Wallen
- Sassá Gonçalves